# Steve Boyd
Steve D. Boyd (1957) es un botánico, y taxónomo estadounidense,. Publica habitualmente en Madroño, y es especialista en la familia Brassicaceae.

## Biografía
Es curador del Herbario en el Jardín Botánico Rancho Santa Ana. Se formó en la Universidad de California en Riverside, obteniendo el B.Sc. en 1980, y el M.Sc. en 1983.

## Algunas publicaciones

### Libros
- 2002. The Jepson Desert Manual. Vascular Plants of Southeastern California. Ed. por bruce g. Baldwin, steve Boyd, barbara j. Ertter, robert w. Patterson, thomas j. Rosatti, dieter h. Wilken. 640 pp. + 128 fotos ISBN 978-0-520-22775-0

- steve d. Boyd, d.l. Banks. 1995. A botanical assessment of the Agua Tibia Wilderness Area, Cleveland National Forest, California. Cleveland National Forest. 78 pp.

- -----------------. 1991. Petition to list the Vail Lake Ceanothus under the California Endangered Species Act. California Fish and Game

Commission. 14 pp.

## Honores

### Eponimia
- (Lamiaceae) Monardella boydii A.C.Sanders & Elvin[3]
- La abreviatura «S.Boyd» se emplea para indicar a Steve Boyd como autoridad en la descripción y clasificación científica de los vegetales.[4]